# Gibbaeum pilosulum
Gibbaeum pilosulum es una especie de planta suculenta perteneciente a la familia de las aizoáceas.  Es originaria de Sudáfrica. 

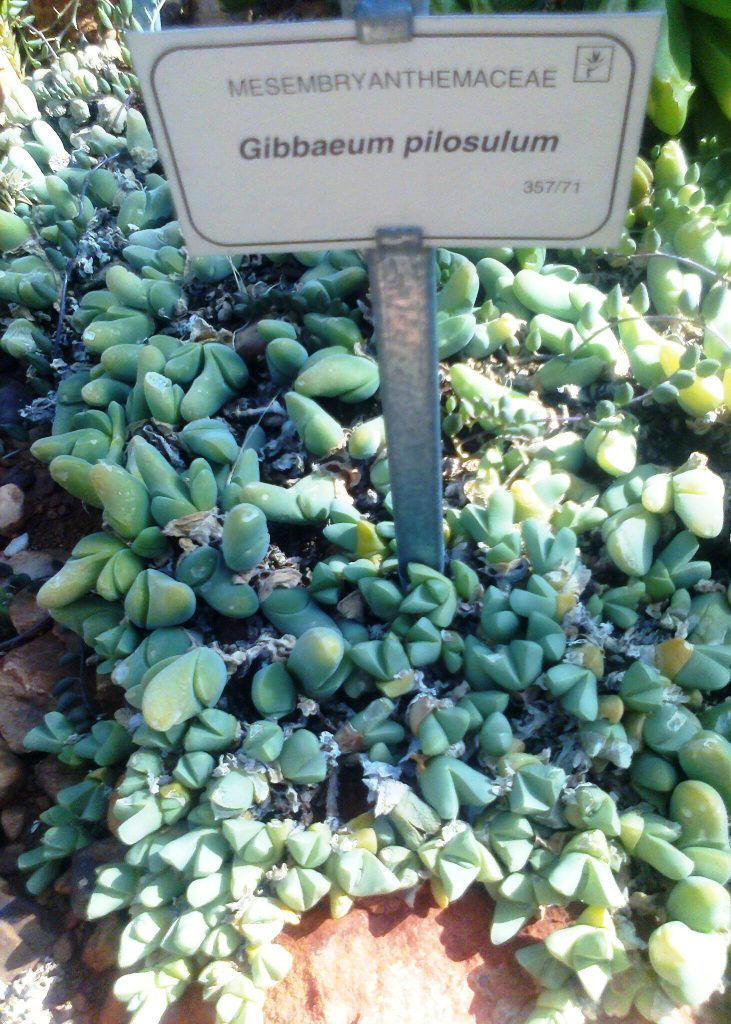
Vista de la planta

## Descripción
Es una pequeña planta suculenta perennifolia que crecen cerca de la tierra (nunca son superiores a 200 mm), pueden tener cortos tallos laterales y algunas especies forman grumos. Las hojas se producen al final de las ramas de dos en dos, son gruesas y redondeadas y son desiguales en la forma, una característica que hace que este género diferente al género Argyroderma que tiene las hojas perfectamente de igual tamaño. Las hojas son aterciopeladas, con diminutos pelos que cubren las hojas. Las flores son solitarias y  siempre de color rosa, blanco o de color malva, pero nunca amarillo. Florecen desde alrededor de julio a noviembre en respuesta a la lluvia. Las flores se abren por la tarde y cierran en la noche. Los frutos son cápsulas secas que tienen 6-9 segmentos. Las semillas, muchas, son redondeadas pequeñas y se encuentran en cada segmento. Estas plantas pueden sobrevivir durante más de 20 años en el medio silvestre.

## Taxonomía
Gibbaeum pilosulum fue descrito por  N.E.Br. y publicado en The Gardeners' Chronicle & Agricultural Gazette  II, 79: 234 1926.
Etimología
Gibbaeum: nombre genérico que deriva del latin gibba que significa "tuberculada".
pilosulum: epíteto latino que significa "piloso, con pelos".
Sinonimia
- Conophytum pilosulum (N.E.Br.) N.E.Br.
- Gibbaeum molle N.E.Br.
- Mesembryanthemum pilosulum N.E.Br.[4][5]